# Falkenbergs FF
Falkenbergs FF este un club de fotbal din Falkenberg, Suedia care evoluează în Superettan.

## Lotul sezonului 2010
| Nr. |        | Poziție | Jucător              |
| --- | ------ | ------- | -------------------- |
| 1   | Suedia | P       | Stojan Lukic         |
| 2   | Suedia | F       | Emil Jensen          |
| 4   | Suedia | F       | Daniel Johansson     |
| 6   | Suedia | F       | Tibor Joza           |
| 7   | Suedia | M       | David Svensson       |
| 8   | Suedia | A       | Mikael Boman         |
| 9   | Suedia | A       | Peter Nilsson        |
| 10  | Suedia | M       | Tobias Nilsson       |
| 11  | Suedia | M       | Christoffer Carlsson |
| 13  | Suedia | F       | Kristoffer Englén    |
| 14  | Suedia | F       | Erik Johansson       |

| Nr. |        | Poziție | Jucător              |
| --- | ------ | ------- | -------------------- |
| 15  | Suedia | A       | Stefan Rodevåg       |
| 17  | Suedia | P       | Jesper Hansen        |
| 18  | Suedia | M       | Mohammed Yussuf      |
| 19  | Suedia | M       | Johan Svahn          |
| 20  | Suedia | F       | Filip Svenberg       |
| 21  | Suedia | M       | Johannes Vall        |
| 22  | Suedia | A       | Nicklas Johansson    |
| 23  | Suedia | M       | Robin Ganemyr        |
| 25  | Suedia | M       | Oskar Andersson      |
| 88  | Suedia | M       | Daniel Alexandersson |

## Palmares
- Division 2/Division 1/Superettan:
  - Locul 1: 2013